# نوکیا ۳۷۲۰ کلاسیک
نوکیا ۳۷۲۰ کلاسیک یک‌نمونه از گوشی‌های تلفن همراه سری ۳۰۰۰ شرکت نوکیا می‌باشد که توسط همین شرکت به بازار عرضه شده‌است.